# Camp Olímpic de Tir amb Arc
Das Camp Olímpic de Tir amb Arc war eine temporäre Bogenschießanlage im Stadtbezirk Horta-Guinardó der spanischen Stadt Barcelona.

## Geschichte
Als Barcelona 1986 den Zuschlag zur Ausrichtung der Olympischen Sommerspiele 1992 erhielt, wurde beschlossen, dass eine temporäre Bogenschießanlage errichtet werden soll. Diese wurde von den beiden Architekten Carme Pinós und Enric Miralles entworfen und vom Organisationskomitee finanziert. Die Anlage befand sich zwischen der Carrer de la Granja Vella und der Pas d’Isadora Duncan und wurde nach den Olympischen Spielen zu einem Fußballfeld umfunktioniert.